# Jimmy Cayne

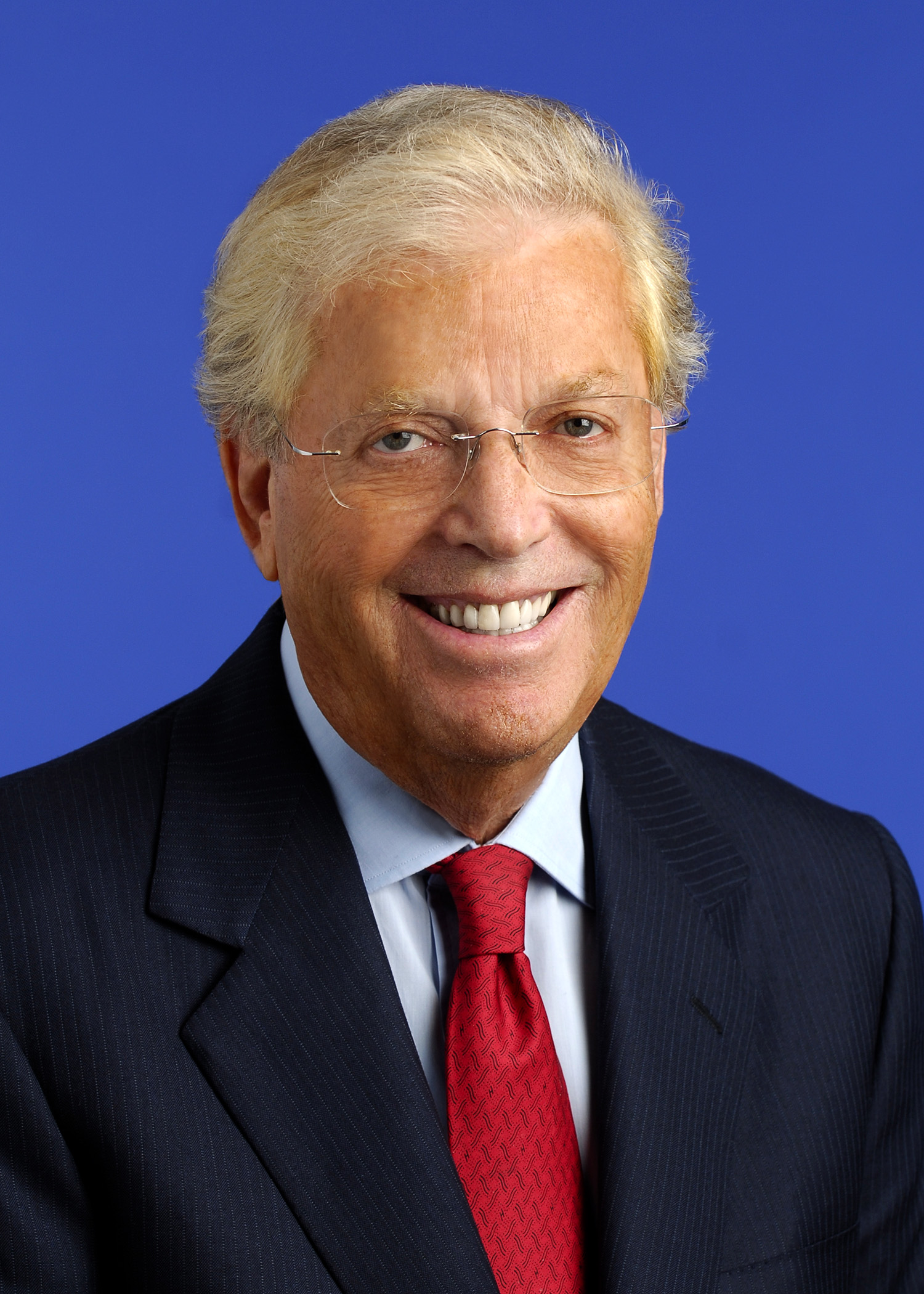
Jimmy Cayne in 2007

James E. (Jimmy) Cayne (Evanston, 14 februari 1934 – Long Branch, 28 december 2021) was een Amerikaans bestuursvoorzitter. Hij was CEO van de Amerikaanse bank Bear Stearns in New York.

## Biografie
Voordat hij zijn studie aan de Purdue-universiteit afmaakte, ging Cayne in het leger. Daarna had hij verschillende baantjes, totdat hij in 1969 naar New York ging en daar Alan C. Greenberg ontmoette, toenmalig CEO van Bear Stearns, die net als Cayne een bridgespeler was. Hij werd door Greenberg aangenomen met een gegarandeerd salaris van US$ 70.000.
In 1985 werd Cayne president van het bedrijf, in 1993 bestuursvoorzitter en in 2001 voorzitter van de raad van bestuur. Cayne speelde in juli 2007 een bridgetoernooi toen het hedgefonds instortte en in 2008, toen Bear Stearns dreigde failliet te gaan, speelde hij een toernooi in Detroit. In 2008 werd hij vervangen als CEO.
In zijn hoedanigheid als bridger won Cayne 21 kampioenschappen, waarvan 18 in de Verenigde Staten. Hij overleed op 87-jarige leeftijd.